# فيليب كيلي
فيليب كيلي (بالإنجليزية: Philip Kelly)‏ هو سياسي أسترالي، ولد في 9 سبتمبر 1886، وتوفي في 30 مارس 1954. حزبياً، نشط في حزب العمال الأسترالي. وقد انتخب عضو مجلس نواب تسمانيا.